# جاش واکر
جاش واکر (انگلیسی: Josh Walker؛ زادهٔ ۲۱ فوریهٔ ۱۹۸۹) یک بازیکن فوتبال اهل بریتانیا است.